# Charles Anthon
Charles Anthon (Nova Iorque, 19 de novembro de 1797 – Nova Iorque, 29 de julho de 1867) foi um erudito clássico americano.

## Biografia
Seu pai, George Christian Anthon, foi um médico alemão, que serviu no Exército Britânico durante a Revolução Americana até a rendição de Detroit em 1788. Alcançou o posto de cirurgião geral, demitiu-se, casou com a filha de um oficial francês, e estabeleceu-se em Nova Iorque. O filho, depois de se graduar com honras no Columbia College da Universidade de Columbia, em 1815, começou o estudo do Direito, e em 1819 foi admitido como advogado, mas nunca exerceu a profissão. Em 1820 foi nomeado professor assistente de grego e latim em sua antiga faculdade, professor pleno dez anos mais tarde, e, ao mesmo tempo diretor da Columbia Grammar & Preparatory School vinculada à faculdade, cujo posto ocupou até 1864.

## Obras
Anthon produziu, para uso em faculdades e escolas, um grande número de obras clássicas, que gozaram de grande popularidade, apesar de suas edições de autores clássicos não serem muito aceitas por professores, devido à grande quantidade de auxílios, especialmente traduções, contidos nas notas. Escreveu também A Manual of Greek Literature from the Earliest Authentic Periods to the Close of Byzantine Era fornecendo uma lista de todos os escritores gregos daquele período, com um resumo de suas vidas e obras e uma bibliografia de edições então em uso. A sinopse global ainda é útil atualmente, apesar de desatualizada. Sua promessa de fornecer um volume similar de Literatura latina nunca foi cumprida.
O trabalho do Dr. Anthon foi continuado por seu sucessor, Henry Drisler.

## Transcrição de Anthon
Charles Anthon é famoso entre os membros da Igreja de Jesus Cristo dos Santos dos Últimos Dias (também conhecidos como mórmons) por causa de suas interações com Martin Harris relativo a um fragmento da tradução do Livro de Mórmon por Joseph Smith. O fragmento foi mais tarde conhecido como a Transcrição de Anthon. De acordo com Harris, Anthon escreveu para Harris uma carta de autenticidade declarando que o fragmento continha verdadeiros caracteres egípcios. Foi também relatado que Anthon teria confirmado a tradução desses caracteres como correta. Quando informado de que um anjo de Deus havia revelado os caracteres a Joseph Smith, Anthon rasgou a autenticação.

## Familiaridade com Poe
Anthon era amigo e correspondente de Edgar Allan Poe, que tentou se aproveitar da familiaridade com ele para obter reputação nacional na literatura e no jornalismo, além da publicação em 1845 das histórias colecionadas de Poe por meio da editora Harper and Brothers. Isto, porém, não teve êxito devido a uma acusação de plágio contra Poe.

## Publicações